# Brama Buže
Brama Buže (chorw. Vrata Buže, od buža - "dziura") - najnowsza z pięciu bram w murach miejskich Dubrownika. 
Spośród bram miejskich w Dubrowniku dwie - Peskarija i Ponta - prowadziły do portu, jedna - Pile - na zachód i jedna - Ploče - na wschód. Natomiast Republika Dubrownicka nigdy nie otworzyła kolejnej, wielokrotnie proponowanej bramy w północnej pierzei murów miejskich - najwyraźniej by nie dopuścić do nieuniknionego w tej sytuacji osłabienia tej kluczowej ściany fortyfikacji. Dlatego bramę tę przebiło dopiero wojsko austriackie w 1908, gdy mury utraciły wartość obronną. Bramę przebito, by oficerowie austriackiego garnizonu mieli bliżej z kwater w mieście do kortu tenisowego urządzonego w częściowo zasypanej wtedy fosie. 
Brama Buža jest pozbawiona ozdób, jest to po prostu wykończone łukiem przejście (stąd pogardliwa nazwa). Łączy ulicę Boškovicia na starówce z ulicą Zagrebačką w dzielnicy Ploče iza Grada. 
Źródła: 
- Sławomir Adamczak, Katarzyna Firlej Chorwacja i Czarnogóra. Praktyczny przewodnik, wydanie pierwsze, Wydawnictwo Pascal, Bielsko-Biała 2003, ISBN 83-7304-154-0, s.234-252
- Zuzanna Brusić, Salomea Pamuła Chorwacja. W kraju lawendy i wina. Przewodnik, wydanie III zaktualizowane, Wydawnictwo Bezdroża, Kraków 2006, ISBN 83-60506-45-0, s.260-282
- Piers Letcher Chorwacja. Przewodnik turystyczny National Geographic, wydanie polskie, Wydawnictwo G+J RBA, b.m.w., 2008, ISBN 978-83-60006-70-2, s.343-381
- Robert Župan Dubrovnik. Plan grada - city map - Stadtplan - pianta della citta, TRSAT d.o.o., Zagreb 2006, ISBN 978-953-6107-35-3
- Dubrovnik. Gradske utvrde i vrata od Grada (chorw.)